# Bugatti Type 35
De Bugatti Type 35 was een auto van Bugatti uit 1924. De auto was bedoeld als een raceauto en was ook de auto waar Bugatti bekend mee werd. De auto had een 2.0 Liter 8-cilinder-in-één-lijn motor, met drie kleppen per cilinder. De auto haalde 6000 tpm en leverde 90 pk. Er was ook een snellere versie, de Type 35C met 128 pk. De normale versie was de Type 35A en later kwam er versies met een nieuwe motor, de 2.3 Liter motor. Die versies waren de 35B en de 35T, waarvan de 35T de zeldzaamste was. De auto was een zeer succesvolle auto in races. De auto won onder andere 5 keer op rij (1925-1929) de Targa Florio op Sicilië en in 1929 won de auto de Grand Prix van Monaco.

## Galerij

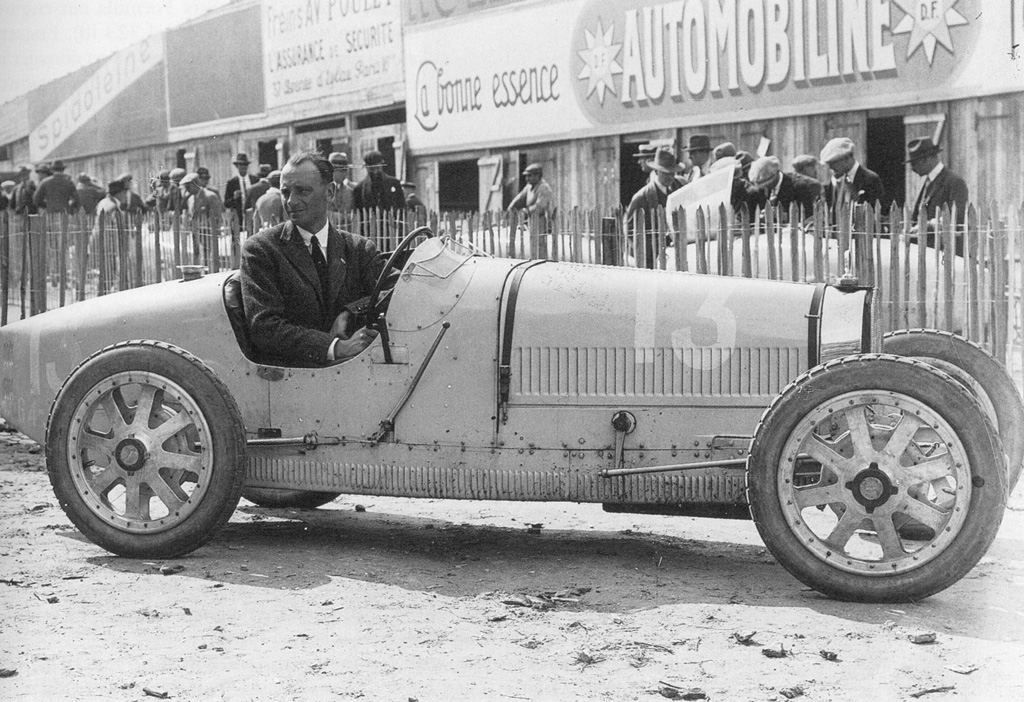
Bartolomeo Costantini in een Type 35 in de Grand Prix Formule 1 van Frankrijk, 1924.
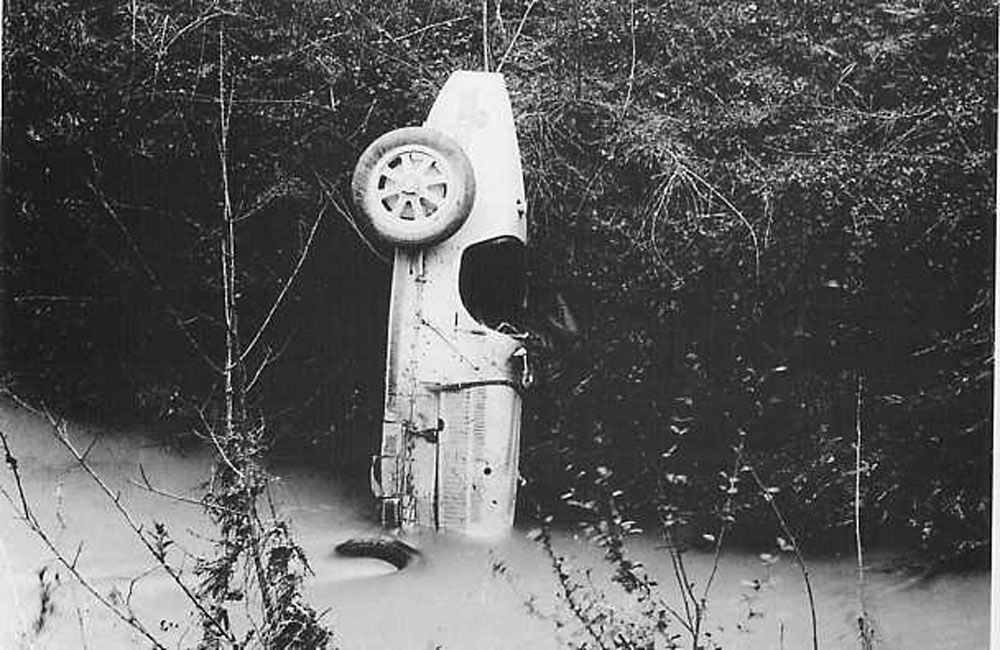
fataal ongeluk van Pietro Bordino in een Type 35C op 15 april 1928, Circuit Alessandria
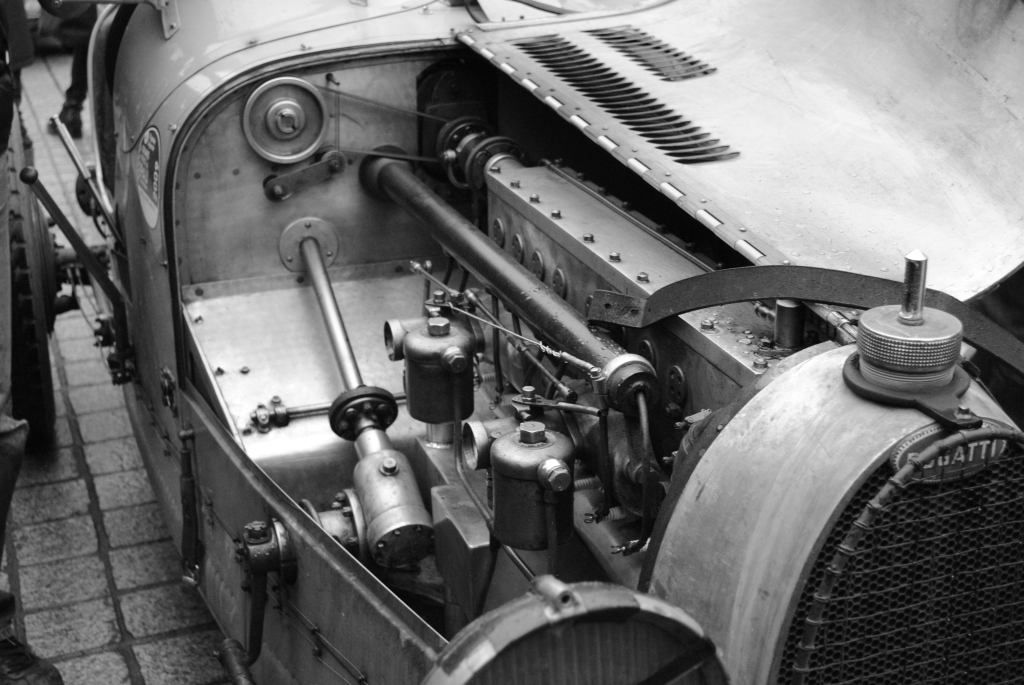
Motor van de Type 35
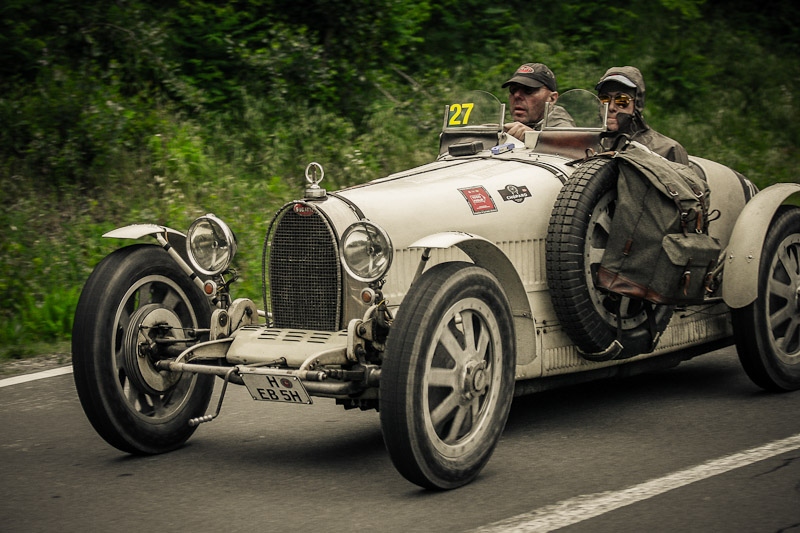
Type 35 in actie tijdens de Mille Miglia, 2012
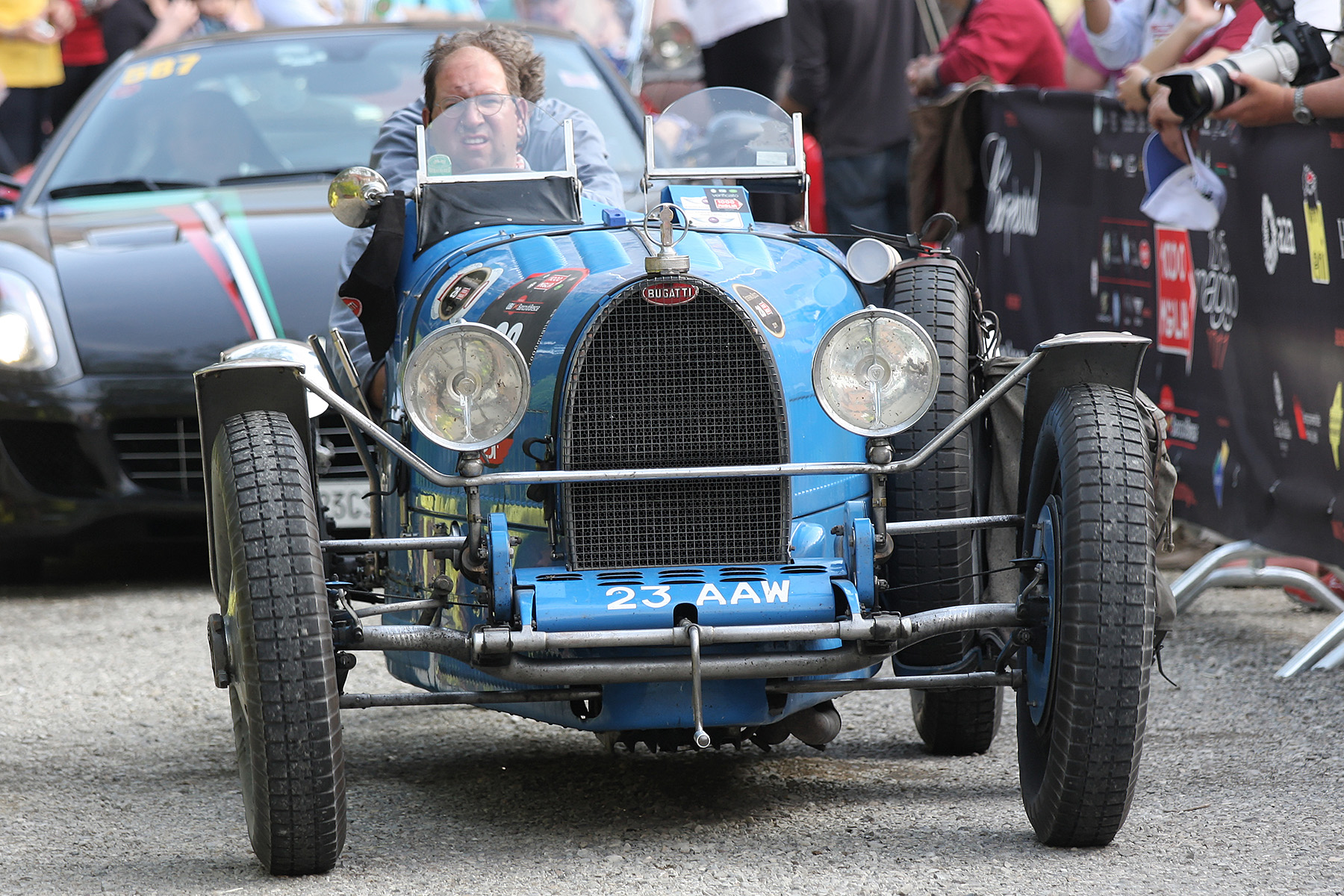
Bugatti Type 35 T (1926), Mille Miglia, 2011